# Arab Potash
Pour les articles homonymes, voir Potash.
Arab Potash (APC) est une entreprise jordanienne de production d'engrais à base de potasse à partir de la mer Morte. Elle est créée en 1956 à la suite d'un investissement de plusieurs entreprises arabes. Elle exporte essentiellement sa production en Chine, en Inde ou en Malaisie